# Pachydactylus amoenus
Espèce
Pachydactylus amoenus est une espèce de geckos de la famille des Gekkonidae.

## Répartition
Cette espèce est endémique du Cap-du-Nord en Afrique du Sud.

## Publication originale
- Werner, 1910 : Reptilia et Amphibia. Denkschriften, Medicinisch-naturwissenschaftliche Gesellschaft zu Jena, vol. 16, p. 279-370 (texte intégral).